# Свадебная вечеринка Эйприл
«Свадебная вечеринка Эйприл» (англ. April's Shower) — американский романтическая комедия 2003 года режиссёра Триш Дулан.

## Сюжет
Алекс устраивает свадебную вечеринку для своей подруги Эйприл. Она хочет сделать всё идеально, но чувствуется, что она сама не в себе. Прибывают один за одним подружки невесты, прибывают родители, начинается безумная праздничная суматоха. Стараясь не потерять контроль над мероприятием, Алекс всё больше и больше нервничает. Наконец, приезжает сама Эйприл. Её приезд доводит точку кипения до максимума. Не в силах сдержать чувств, Алекс начинает выяснять отношения с Эйприл в присутствии всех. Таким образом все узнают, что у подруг был роман. Начинается ещё больший переполох, завязываются бурные обсуждения произошедшего. В этом хаосе Эйприл пытается понять, действительно ли она хочет замуж, да ещё за мужчину.

## Актёрский состав
| В ролях         |  | Персонаж |
| --------------- |  | -------- |
| Мария Чина      |  | Эйприл   |
| Триш Дулан      |  | Алекс    |
| Рэндал Батинкоф |  | Поли     |
| Дениз Миллер    |  | Вики     |
| Джо Тэбб        |  | Джейк    |

## Награды
Фильм получил следующие награды:
| Награды                                                | Награды | Награды                   | Награды                                            | Награды    |
| ------------------------------------------------------ | ------- | ------------------------- | -------------------------------------------------- | ---------- |
| Фестиваль / Премия                                     | Год     | Награда                   | Категория                                          | Победитель |
| Philadelphia International Gay & Lesbian Film Festival | 2003    | Приз зрительских симпатий | Лучший художественный фильм на лесбийскую тематику | Триш Дулан |